# Руджери, Козимо
Козимо (Козьма) Руджери (итал. Cosimo Ruggieri, фр. Côme Ruggieri; Италия — 28 марта 1615 года, Париж) — флорентийский астролог и советник Екатерины Медичи, которого она привезла с собой во Францию.
Благодаря её покровительству, Руджери пользовался большим влиянием при французском дворе; суеверная королева советовалась с Руджери обо всём и для его астрологических наблюдений велела выстроить обсерваторию.
Руджери состоял при сыне королевы, герцоге Алансонском, в качестве учителя итальянского языка, но на самом деле — чтобы следить за герцогом, главой партии недовольных.
В 1574 году был замешан в заговоре Ла-Моля и Коконнаса и присуждён к галерам, но избавлен от наказания благодаря заступничеству королевы.
В 1598 году, проживая в Нанте, был обвинён в том, что хотел извести волшебными заклинаниями короля Генриха IV. Генрих освободил его от наказания (якобы в благодарность за спасение ему жизни в Варфоломеевскую ночь).
С 1604 по 1615 гг. Руджери издавал в Париже астрологические альманахи, пользовавшиеся большим успехом. Умер в 1615 году.

## Образ в литературе
Руджери послужил прототипом парфюмера и астролога Рене  в трилогии Александра Дюма, посвящённой истории Франции XVI века — «Королева Марго» (один из главных героев романа), «Графиня де Монсоро» (упоминается) и «Сорок пять» (упоминается). Причем во втором романе Руджери выведен под собственной фамилией.

## Киновоплощения
- Луи де Фюнес в фильме «Королева Марго», Франция — Италия, 1954 год.
- Ульрих Вильдгрубер в фильме «Королева Марго», Франция — Германия — Италия, 1994 год.
- Сергей Юрский в сериале «Королева Марго» 1996 год.
- Энцо Чиленти в сериале «Королева змей», США, 2022—2024 гг.